# 龚文密
龚文密（1961年10月—），湖北监利人。男，汉族。中华人民共和国政治人物。1987年7月参加工作，1986年10月加入中国共产党。华中师范大学政教系政治教育专业毕业，湘潭大学经济系经济学专业硕士研究生学历。

## 生平
历任中共张家界市委副秘书长、市长助理、市旅游局局长、市政府助理巡视员，市委常委、组织部部长、副书记；中共湖南省委台湾事务办公室主任，省委副秘书长。
2012年2月任中共邵阳市委副书记、副市长、代市长（2013年1月当选市长）。2016年3月，任中共邵阳市委书记。
2021年8月，不再担任中共邵阳市委书记。其后转任湖南省政协党组成员、副秘书长。

### 落马
2025年1月，龚文密涉嫌严重违纪违法，主动投案，接受湖南省纪委监委纪律审查和监察调查。